# Campyloneurus flavicosta
Campyloneurus flavicosta är en stekelart som först beskrevs av Günther Enderlein 1920.  Campyloneurus flavicosta ingår i släktet Campyloneurus och familjen bracksteklar. Inga underarter finns listade.